# Брест-3 (кантон)
Брест-3 (фр. Brest-3) — кантон во Франции, находится в регионе Бретань, департамент Финистер. Входит в состав округа Брест.

## История
Кантон образован в результате реформы 2015 года.

## Состав кантона
В состав кантона входят коммуны (население по данным Национального института статистики за 2019 г.):
- Брест (18 736 чел., западные кварталы)
- Плузане (13 496 чел.)

## Политика
На президентских выборах 2022 г. жители кантона отдали в 1-м туре Эмманюэлю Макрону 31,0 % голосов против 24,7 % у Жана-Люка Меланшона и 17,1 % у Марин Ле Пен; во 2-м туре в кантоне победил Макрон, получивший 69,5 % голосов. (2017 год. 1 тур: Эмманюэль Макрон – 29,6 %, Жан-Люк Меланшон – 21,4 %, Франсуа Фийон – 14,9 %, Марин Ле Пен – 13,5 %; 2 тур: Макрон – 78,2 %. 2012 год. 1 тур: Франсуа Олланд — 36,8 %, Николя Саркози — 22,2 %, Марин Ле Пен — 11,9 %; 2 тур: Олланд — 61,5 %).
С 2021 года кантон в Совете департамента Финистер представляют мэр города Плузане Ив дю Бюи  (Yves Du Buit) (Союз демократов и независимых) и член совета города Брест Эмманюэль Турнье (Emmanuelle Tournier) (Вперёд, Республика!).
|                | Кандидаты                      | Партия                   | Первый тур | Первый тур     | Второй тур | Второй тур |
| Кол-во голосов | Кандидаты                      | Партия                   | % голосов  | Кол-во голосов | % голосов  |            |
| -------------- | ------------------------------ | ------------------------ | ---------- | -------------- | ---------- | ---------- |
|                | Ив дю Бюи Эмманюэль Турнье     | Разные центристы         | 2 070      | 29,57          | 3 489      | 50,04      |
|                | Флоранс Кан Марк Лаббе         | Левый блок               | 1 919      | 27,41          | 3 484      | 49,96      |
|                | Вефа Кергийек Себастьен Мюскат | Разные левые — Зелёные   | 1 534      | 21,91          |            |            |
|                | Фредерик Берна Энора Кезюаль   | Национальное объединение | 1 080      | 15,43          |            |            |
|                | Ив Геген Магали Мерур          | Разные правые            | 398        | 5,68           |            |            |

|                | Кандидаты                           | Партия                   | Первый тур | Первый тур     | Второй тур | Второй тур |
| Кол-во голосов | Кандидаты                           | Партия                   | % голосов  | Кол-во голосов | % голосов  |            |
| -------------- | ----------------------------------- | ------------------------ | ---------- | -------------- | ---------- | ---------- |
|                | Флоранс Кан Марк Лаббе              | Социалистическая партия  | 3 206      | 31,66          | 6 534      | 70,63      |
|                | Максим Байяш Мишель Лангий          | Национальный фронт       | 1 864      | 18,41          | 2 717      | 29,37      |
|                | Натали Колловати Николя Демеркатель | Правый блок              | 1 567      | 15,48          |            |            |
|                | Анн Желебар-Попи Ив Паж             | Разные правые            | 1 479      | 14,61          |            |            |
|                | Кристиан Бушер Жизель Кердраон      | Европа Экология Зелёные  | 769        | 7,60           |            |            |
|                | Виржини Гурвеннек Жан-Поль Кам      | Левый фронт              | 657        | 6,49           |            |            |
|                | Патрисия Жакобаззи Ян Симон         | Разные левые             | 446        | 4,40           |            |            |
|                | Селин Суль Давид Эндерле            | Радикальная левая партия | 137        | 1,35           |            |            |